# Reidar Finsrud
Reidar Finsrud (Drøbak, 5 de março de 1946)  é um artista norueguês. Frequentou a Academia Nacional Norueguesa de Artes e Ofícios, com especialização em artes gráficas. Seu projeto de tese de 1970 "Venezia" recebeu a honra "commended to the King" (laudabilis cum litteris commendatitiis), sendo esta apenas a terceira vez na história da escola que um estudante recebeu a mais alta honraria. Em 1975 abriu a "Galeria Finsrud", a maior galeria de arte de propriedade privada no leste da Noruega. No mesmo ano também abriu "Finsrud's drawing and painting school".

## Artista e inventor
Finsrud trabalha com várias técnicas e formatos: pintura, desenho, gráficos e escultura. Seu trabalho enfatiza a invenção técnica e o design industrial. Sua invenção "Perpetuum mobile" recebeu muita atenção da mídia, que foi concluída em 1996. Ele desenvolveu sua própria técnica de fundição direta usou para a maioria de suas esculturas. Ele também construiu sua própria prensa móvel, que usa para fazer gravuras gráficas. Um documentário sobre Finsrud também foi feito: Det umuliges kunst (A Arte do Impossível), que foi exibido na NRK e em algumas estações de TV internacionais. O documentário descreve os trabalhos artísticos de Finsrud, concentrando-se especialmente em sua invenção, o Perpetuum mobile. Foi dirigido por Øyvind Asbjørnsen.